# Govenia bella
Govenia bella är en orkidéart som beskrevs av Edward Warren Greenwood. Govenia bella ingår i släktet Govenia och familjen orkidéer. Inga underarter finns listade i Catalogue of Life.